# Marek Zająkała
Marek Zająkała (ur. 25 kwietnia 1955 w Gdańsku) – polski urzędnik państwowy. W latach 2006–2007 wiceminister obrony narodowej, w latach 2007–2011 wiceprezes NIK.

## Życiorys
Ukończył studia z zakresu filologii polskiej na Uniwersytecie Gdańskim. Był zatrudniony m.in. w RKS „Stoczniowiec”, pracował też w Spółdzielni Pracy Usług Wysokościowych „Gdańsk”. W latach 1991–1992 zajmował stanowisko dyrektora departamentu w BBN. W latach 1992–2005 pełnił kierownicze funkcje w Najwyższej Izbie Kontroli (był m.in. doradcą prezesa i dyrektorem departamentów).
Od 3 stycznia 2006 do 25 sierpnia 2006 był podsekretarzem stanu, następnie do 7 września 2007 sekretarzem stanu w Ministerstwie Obrony Narodowej. Został odwołany w związku z powołaniem na stanowisko wiceprezesa Najwyższej Izby Kontroli, które objął 7 września 2007. 2 września 2011 zakończył pełnienie tej funkcji, kontynuując pracę w tej instytucji.